# Bletia reflexa
Bletia reflexa es una especie de orquídea de hábito terrestre originaria de Centroamérica. 

## Descripción
Es una orquídea de tamaño mediano a grande, que prefiere el clima cálido, es de hábito terrestre con pseudobulbos pequeños que llevan 2 hojas, apicales,  dobladas, estrechas a ampliamente lanceoladas, acuminadas y largas. Florece en el otoño y el invierno en una inflorescencia basal, de 105 cm  de largo, con 2-12 flores en racimos con flores de larga duración.

## Distribución y hábitat
Se encuentra en México, Guatemala, Costa Rica y Panamá en las laderas rocosas o en pastizales en bosques de roble o encina-pino en elevaciones de 1200 a 2500 metros.

## Taxonomía
Bletia reflexa fue descrito por John Lindley y publicado en Edwards's Botanical Register 21: t. 1760. 1835.
Etimología
Ver: Bletia
reflexa: epíteto latino que significa "inclinada hacia atrás".
Sinonimia
- Bletia jucunda Linden & Rchb.f.	[4][5]